# Lorsch
Lorsch é um município da Alemanha, situado no distrito de Bergstrasse, no estado de Hesse. Tem 25,24 km² de área, e sua população em 2019 foi estimada em 13.703 habitantes.